# Stratiotes aloides
Espèce
Statut de conservation UICN

 LC  : Préoccupation mineure
Stratiotes aloides, le faux-aloès ou aloès d'eau, est une espèce de plantes aquatiques de la famille des Hydrocharitacées présente en Europe et en Asie. Le feuillage de la plante fait penser à celui d'un ananas d'où son surnom "d'ananas d'eau".

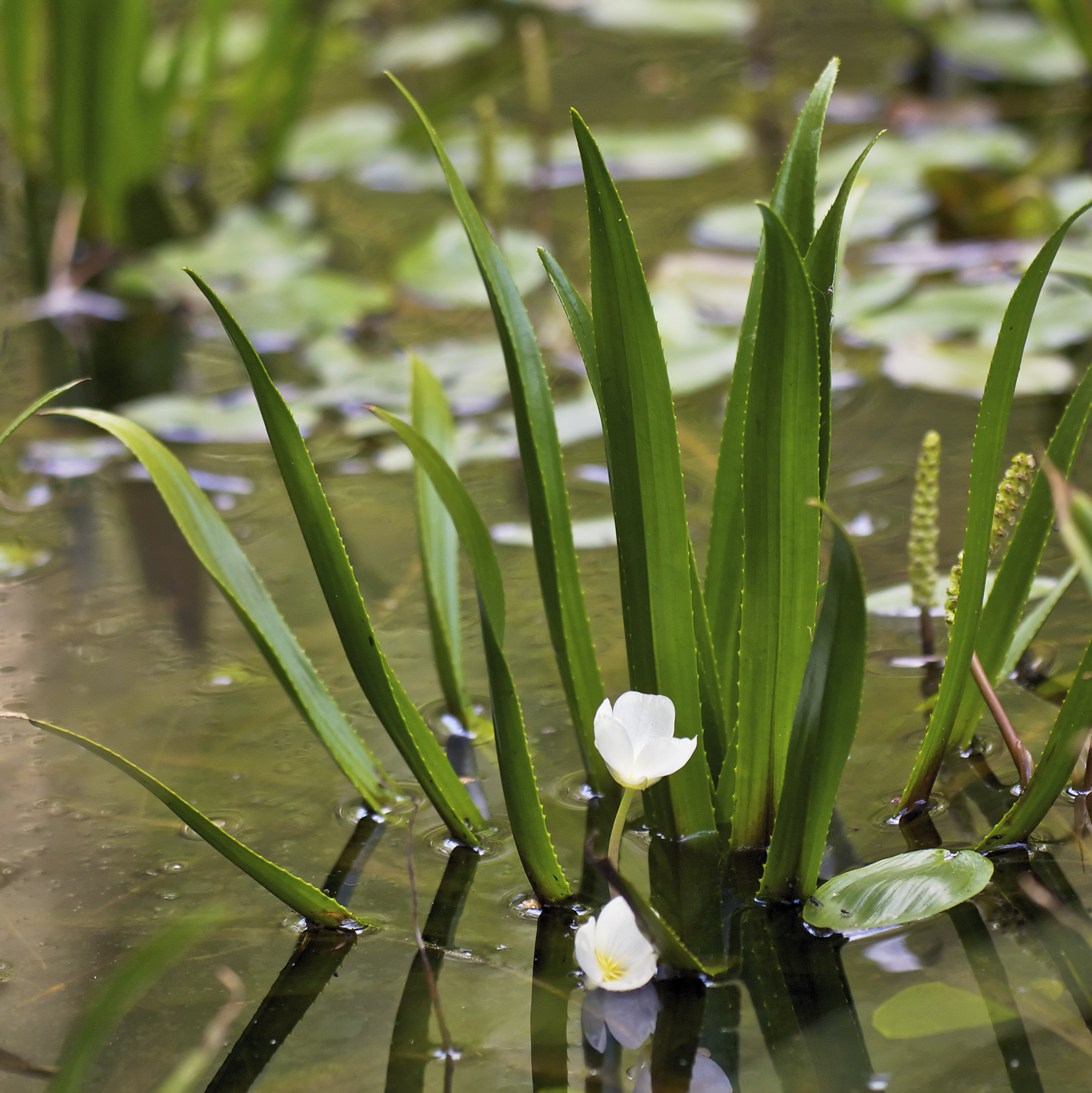
Feuilles et fleurs.

## Statut de protection
En France, l'espèce est présente dans le Nord et l'Ouest. On la trouve par exemple dans la réserve naturelle nationale des étangs du Romelaëre dans les Hauts-de-France.

Elle est protégée en Bourgogne, e Champagne-Ardenne, en Franche-Comté, en Île-de-France, en Haute-Normandie et dans le Nord-Pas-de-Calais.
En Belgique, elle est protégée légalement.